# Kameralamt Creglingen
Das Kameralamt Creglingen war eine Einrichtung des Königreichs Württemberg, die im Amtsbezirk Besitz und Einkommen des Staates verwaltete. Das Kameralamt bestand von 1810 bis 1872. Es befand sich von 1810 bis 1821 in Weikersheim und danach in Creglingen. Das Kameralamt wurde im Rahmen der Neuordnung der Staatsfinanzverwaltung im Königreich Württemberg geschaffen.

## Geschichte
In der Organisation des Amtsbezirks traten nur kleine Änderungen ein. Durch Verordnung vom 6. Juni 1819 hat das Kameralamt die Forst- und Jagdgefälle der Reviere Mergentheim, Wachbach, Creglingen und Jagstberg übernommen.
Laut Verordnung vom 29. Januar 1836 wurde die Verrechnung der allgemeinen Verwaltungsausgaben des Forstamts Mergentheim und der Jagdgefälle des Reviers Mergentheim dem Kameralamt Mergentheim zugewiesen.
Die Auflösung des Kameralamts Creglingen erfolgte durch Verfügung vom 28. Februar 1872. Danach wurde der Amtsbezirk des Kameralamts Creglingen auf die Kameralämter Mergentheim und Rot am See aufgeteilt.